# Thomisus stoliczkai
Thomisus stoliczkai là một loài nhện trong họ Thomisidae.
Loài này thuộc chi Thomisus. Thomisus stoliczkai được Tord Tamerlan Teodor Thorell miêu tả năm 1887.